# Stundenweltrekord

Entwicklung des Stundenweltrekords der Frauen (Stand 2023)

Entwicklung des Stundenweltrekords der Männer (Stand 2022)

Beim Stundenweltrekord versucht ein Radsportler, in einem einstündigen Zeitfahren eine möglichst lange Strecke auf einer Radrennbahn zurückzulegen. Die Bestleistungen gehören zu den offiziellen Weltrekorden, die der Weltverband UCI verwaltet.
Der aktuelle Stundenweltrekord der Männer liegt seit dem 8. Oktober 2022 bei 56,792 Kilometern und wurde von dem Italiener Filippo Ganna im Tissot Velodrome in Grenchen aufgestellt. Der Stundenweltrekord der Frauen liegt bei 50,455 Kilometern und wurde am 10. Mai 2025 von der Italienerin Vittoria Bussi im Velódromo Bicentenario in Aguascalientes aufgestellt.

## Die Geschichte des Stundenweltrekords

### Erster Stundenweltrekord
Der erste Stundenweltrekord von 35,325 km wurde am 11. Mai 1893 auf der Buffalo-Radrennbahn in Paris von dem Franzosen Henri Desgrange, dem späteren Gründer der Tour de France, aufgestellt.
Bereits bevor die UCI den Bewerb reglementierte, gab es 1873 eine erste dokumentierte Streckenmessung (14,4 oder 14,5 Meilen, etwa 23,331 km) einer einstündigen Schnellfahrt des Briten James Moore in England auf einem Hochrad. Bis 1888 (zuletzt 33,913 km) fuhren acht Männer, sieben Briten und ein Franzose, durchwegs in England insgesamt acht Prä-UCI-Stundenrekorde.

### Streit um die Definition des Rennrades

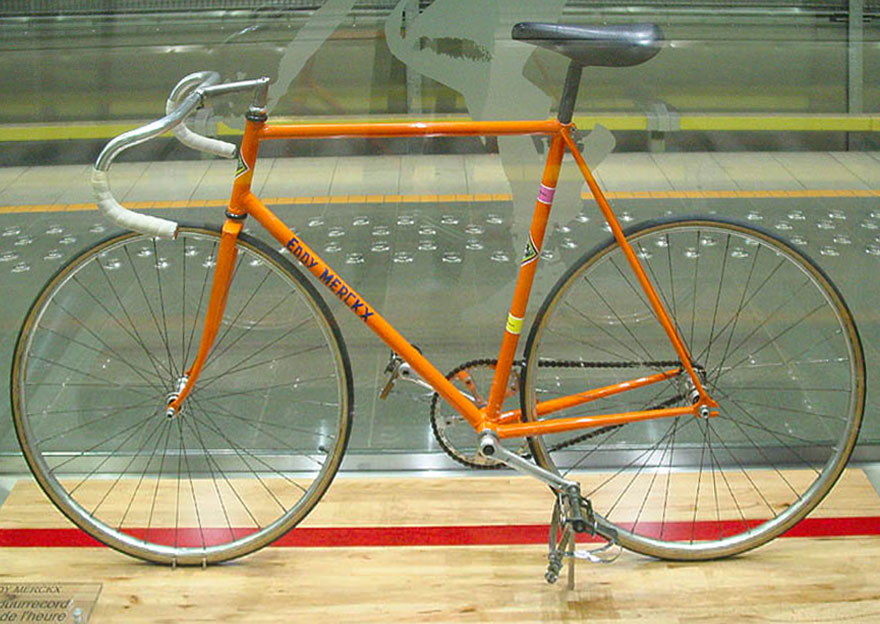
Das Rennrad, mit dem Eddy Merckx 1972 den Stundenweltrekord fuhr.

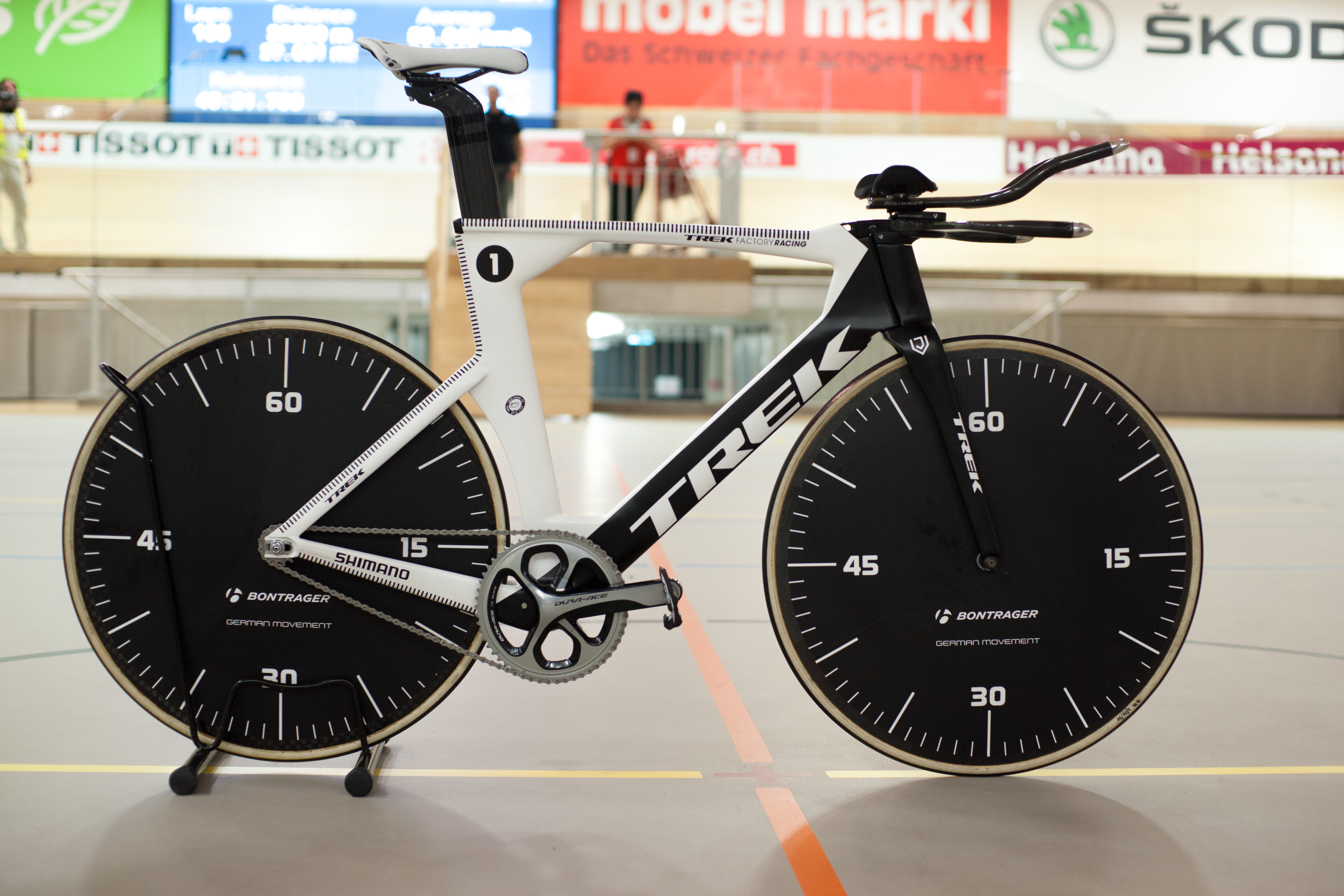
Das Rennrad, mit dem Jens Voigt 2014 nach der Regeländerung antrat.

In den 1980er und 1990er Jahren wurden Rekordversuche mehr und mehr mit speziell für diesen Zweck konstruierten Rädern gefahren. 1985 überbot beispielsweise der Italiener Francesco Moser den Weltrekord von Merckx mit einem übergroßen Hinterrad, und 1993 fuhr der Schotte Graeme Obree mit einem speziellen Lenker und einer von ihm entwickelten Körperposition – mit fast durchgestrecktem Ellbogen ähnlich wie Superman. Der Engländer Chris Boardman legte 1996 mit einer extremen Sitzposition, bei der er mit ausgestreckten Armen fuhr, eine Distanz von 56,375 km zurück. Mit einem „normalen“ Rennrad konnte er den Stundenweltrekord von Eddy Merckx nur um zehn Meter überbieten.
Zwischen 1996 und 2000 erließ der Radsportweltverband Union Cycliste Internationale (UCI) mit dem Lugano Charter Beschränkungen für die Konstruktion von Fahrrädern. Stundenweltrekorde sollten demnach nur noch mit herkömmlichen Rennrädern gefahren werden, die weitestgehend der technischen Ausstattung des 1972 von dem Belgier Eddy Merckx benutzten Rennrades mit klassischer Diamantrahmenform und Bügellenker entsprechen. Die zwischen 1984 und 1996 erzielten Stundenweltrekorde mit aerodynamisch ausgefeilten Rennrädern und Sitzpositionen, die nach dem neuen Reglement nicht mehr zugelassen waren, wurden nur noch als „Beste Stundenleistungen“ (best human effort bzw. best hour performance) geführt. Damit wurden einerseits einheitliche Wettbewerbsbedingungen geschaffen, andererseits wurde der Stundenweltrekord von der technischen Entwicklung abgehängt, da Innovationen wie Zeitfahrlenker und Scheibenräder verboten blieben, während sie im Zeitfahren auf Straße und Bahn zulässig waren.
Mit Wirkung vom 15. Mai 2014 wurden die Beschränkungen für das Rennrad auf den Stand von 1972 vollständig aufgehoben. Nunmehr muss das Rennrad nur den allgemeinen Regeln der UCI entsprechen, womit beispielsweise wieder Zeitfahrlenker zulässig sind. Der erste Stundenweltrekord unter diesen neuen Bedingungen wurde am 18. September 2014 von dem Deutschen Jens Voigt im schweizerischen Grenchen aufgestellt. Die bis 1996 erzielten Rekorde werden nunmehr unter dem Titel Lugano Charter in der Rekordliste geführt, wurden aber mittlerweile von den offiziellen Weltrekorden übertroffen.

### Übersetzung
Die für einen Stundenweltrekord notwendige hohe Geschwindigkeit erfordert sehr hohe Übersetzungsverhältnisse. Die Fahrer müssen in der Lage sein, diese mit einer relativ hohen Trittfrequenz zu treten. Die meisten Stundenweltrekorde wurden mit etwa 105/min gefahren.
1994 fuhr Tony Rominger den (später zur Weltbestleistung erklärten) Stundenweltrekord mit einer 60/14-Übersetzung und 103/min. 2014 wählte Voigt eine Übersetzung von 54/14, 2015 Wiggins von 58/14. Victor Campenaerts wählte für seinen Rekordversuch eine Übersetzung von 60/14, nach Tests mit 59/14, 60/14, 61/14 und 63/15.

### Regularien
Die Bestimmungen für Weltrekorde im Bahnradsport werden im Abschnitt 3.5 der UCI-Regularien festgelegt, Artikel 3.5.026ff bezieht sich speziell auf den Stundenrekord. Beim Stundenrekord befindet sich nur ein Rennfahrer alleine auf der Bahn. Der Start erfolgt aus dem Stand an der Verfolgerlinie, wo auch die Zeitnehmung erfolgt. Nach Vollendung der Stunde führt der Fahrer die Runde noch zu Ende. Aus Zahl der Runden und den Durchgangszeiten am Beginn und Ende der letzten Runde wird die in einer Stunde zurückgelegte Entfernung errechnet. Die so errechnete Distanz wird auf den nächsten vollen Meter abgerundet.
Weltrekorde werden in der Elite bei Frauen und Männern anerkannt, nicht jedoch im Juniorenbereich. Im Bahn-Paracycling werden Weltrekorde analog zum Bahnradsport anerkannt (Abschnitt 16.9 der UCI-Regularien), aber nur in den Leistungsklassen B und C1 bis C5, d. h. für Tandems und Fahrräder, und nicht auf Dreirädern und Handbikes.
Darüber hinaus werden Weltbestleistungen im Dernyrennen (Artikel 3.5.034) sowie bei den Masters in Altersstufen von jeweils fünf Jahren festgehalten.

## Die Entwicklung des Stundenweltrekords

### Stundenweltrekorde der Männer
Konform mit UCI-Reglement (ab 1893).
| Datum              | Fahrer              | Rad | Distanz   | Velodrom                                                                          |
| ------------------ | ------------------- | --- | --------- | --------------------------------------------------------------------------------- |
| 1873               | James Moore         | HR  | 23,331 km | Wolverhampton, England – erste dokumentierte Stunden-Distanz, am Hochrad, Prä-UCI |
| 11. Mai 1893       | Henri Desgrange     | KL  | 35,325 km | Buffalo-Radrennbahn / Paris                                                       |
| 31. Oktober 1894   | Jules Dubois        | KL  | 38,220 km | Buffalo-Radrennbahn / Paris                                                       |
| 30. Juli 1897      | Oscar Van Den Eynde | KL  | 39,240 km | Vélodrome de Vincennes / Paris                                                    |
| 03. Juli 1898      | Willie Hamilton     | KL  | 40,781 km | Denver Velodrome / Denver, Colorado, USA (outdoor, wood, 1600 m, altitude)        |
| 24. August 1905    | Lucien Petit-Breton | KL  | 41,110 km | Buffalo-Radrennbahn / Paris                                                       |
| 20. Juni 1907      | Marcel Berthet      | KL  | 41,520 km | Buffalo-Radrennbahn / Paris                                                       |
| 22. August 1912    | Oscar Egg           | KL  | 42,122 km | Buffalo-Radrennbahn / Paris                                                       |
| 07. August 1913    | Marcel Berthet      | KL  | 42,741 km | Buffalo-Radrennbahn / Paris                                                       |
| 21. August 1913    | Oscar Egg           | KL  | 43,525 km | Buffalo-Radrennbahn / Paris                                                       |
| 20. November 1913  | Marcel Berthet      | KL  | 43,775 km | Buffalo-Radrennbahn / Paris                                                       |
| 18. August 1914    | Oscar Egg           | KL  | 44,247 km | Buffalo-Radrennbahn / Paris                                                       |
| 25. August 1933    | Jan van Hout        | KL  | 44,588 km | Roermond                                                                          |
| 28. September 1933 | Maurice Richard     | KL  | 44,777 km | Sint-Truiden, Belgien                                                             |
| 31. Oktober 1935   | Giuseppe Olmo       | KL  | 45,090 km | Vigorelli / Mailand                                                               |
| 14. Oktober 1936   | Maurice Richard     | KL  | 45,325 km | Vigorelli / Mailand                                                               |
| 29. September 1937 | Frans Slaats        | KL  | 45,485 km | Velodromo Maspes-Vigorelli / Mailand                                              |
| 03. November 1937  | Maurice Archambaud  | KL  | 45,767 km | Velodromo Maspes-Vigorelli / Mailand                                              |
| 07. November 1942  | Fausto Coppi        | KL  | 45,798 km | Velodromo Maspes-Vigorelli / Mailand                                              |
| 29. Juni 1956      | Jacques Anquetil    | KL  | 46,159 km | Velodromo Maspes-Vigorelli / Mailand                                              |
| 19. September 1956 | Ercole Baldini      | KL  | 46,394 km | Velodromo Maspes-Vigorelli / Mailand                                              |
| 18. September 1957 | Roger Rivière       | KL  | 46,923 km | Velodromo Maspes-Vigorelli / Mailand                                              |
| 23. September 1959 | Roger Rivière       | KL  | 47,347 km | Velodromo Maspes-Vigorelli / Mailand                                              |
| 30. Oktober 1967   | Ferdi Bracke        | KL  | 48,093 km | Rom                                                                               |
| 10. Oktober 1968   | Ole Ritter          | KL  | 48,653 km | Velódromo Olímpico Agustín Melgar / Mexiko-Stadt                                  |
| 25. Oktober 1972   | Eddy Merckx         | KL  | 49,431 km | Velódromo Olímpico Agustín Melgar / Mexiko-Stadt                                  |
| 27. November 2000  | Chris Boardman      | KL  | 49,441 km | Manchester Velodrome / Manchester                                                 |
| 19. Juli 2005      | Ondřej Sosenka      | KL  | 49,700 km | Krylatskoje / Moskau                                                              |
| 18. September 2014 | Jens Voigt          | ZF  | 51,115 km | Velodrome Suisse / Grenchen                                                       |
| 30. Oktober 2014   | Matthias Brändle    | ZF  | 51,852 km | World Cycling Centre / Aigle                                                      |
| 08. Februar 2015   | Rohan Dennis        | ZF  | 52,491 km | Velodrome Suisse / Grenchen                                                       |
| 02. Mai 2015       | Alex Dowsett        | ZF  | 52,937 km | Manchester Velodrome / Manchester                                                 |
| 07. Juni 2015      | Bradley Wiggins     | ZF  | 54,526 km | Lee Valley Velodrome / London                                                     |
| 16. April 2019     | Victor Campenaerts  | ZF  | 55,089 km | Velódromo Bicentenario / Aguascalientes                                           |
| 19. August 2022    | Daniel Bigham       | ZF  | 55,548 km | Tissot Velodrome / Grenchen                                                       |
| 8. Oktober 2022    | Filippo Ganna       | ZF  | 56,792 km | Tissot Velodrome / Grenchen                                                       |

KL=Klassisch  
ZF=mit Zeitfahrlenker
Beste Stundenleistung
| Datum              | Fahrer          | Rad | Distanz   | Velodrom                                         |
| ------------------ | --------------- | --- | --------- | ------------------------------------------------ |
| 19. Januar 1984    | Francesco Moser | SP  | 50,808 km | Velódromo Olímpico Agustín Melgar / Mexiko-Stadt |
| 23. Januar 1984    | Francesco Moser | SP  | 51,151 km | Velódromo Olímpico Agustín Melgar / Mexiko-Stadt |
| 17. Juli 1993      | Graeme Obree    | SP  | 51,596 km | Hamar                                            |
| 23. Juli 1993      | Chris Boardman  | SP  | 52,270 km | Stadium Vélodrome de Bordeaux Lac / Bordeaux     |
| 27. April 1994     | Graeme Obree    | SP  | 52,713 km | Stadium Vélodrome de Bordeaux Lac / Bordeaux     |
| 02. September 1994 | Miguel Indurain | SP  | 53,040 km | Stadium Vélodrome de Bordeaux Lac / Bordeaux     |
| 22. Oktober 1994   | Tony Rominger   | SP  | 53,832 km | Stadium Vélodrome de Bordeaux Lac / Bordeaux     |
| 05. November 1994  | Tony Rominger   | SP  | 55,291 km | Stadium Vélodrome de Bordeaux Lac / Bordeaux     |
| 07. September 1996 | Chris Boardman  | SP  | 56,375 km | Manchester Velodrome / Manchester                |

SP=Spezialräder

### Stundenweltrekorde der Frauen

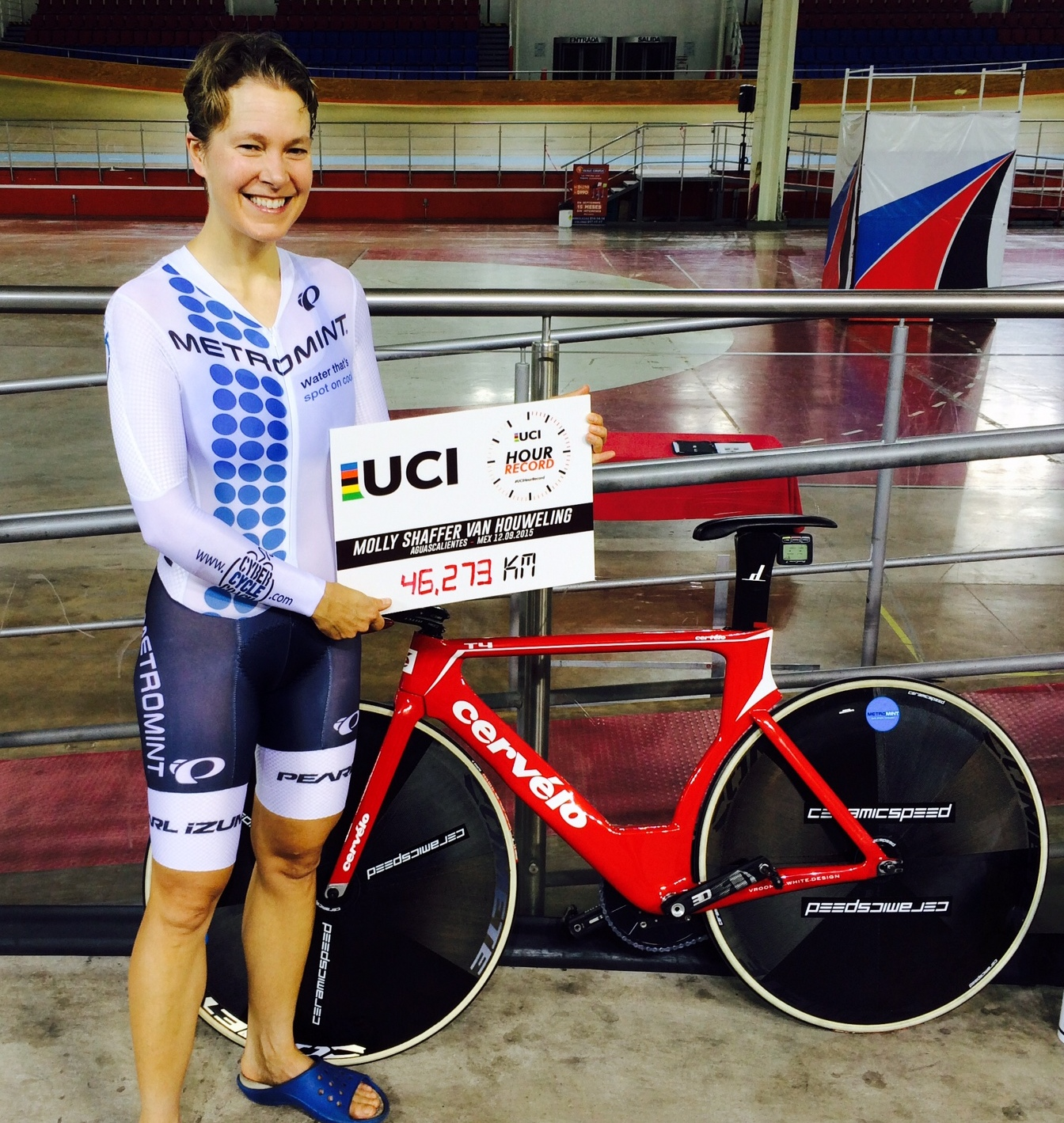
Molly Shaffer Van Houweling nach ihrem Weltrekord am 13. September 2015

Konform mit UCI-Reglement.
| Datum              | Fahrerin                      | Distanz   | Velodrom                                         |
| ------------------ | ----------------------------- | --------- | ------------------------------------------------ |
| 07. Juli 1955      | Tamara Nowikowa               | 38,473 km | Irkutsk                                          |
| 18. September 1957 | Renée Vissac                  | 38,569 km | Vigorelli / Mailand                              |
| 25. September 1958 | Mildred Robinson              | 39,718 km | Vigorelli / Mailand                              |
| 09. November 1958  | Elsy Jacobs                   | 41,347 km | Vigorelli / Mailand                              |
| 25. November 1972  | Maria Cressari                | 41,471 km | Velódromo Olímpico Agustín Melgar / Mexiko-Stadt |
| 16. September 1978 | Keetie van Oosten-Hage        | 43,082 km | München                                          |
| 18. Oktober 2000   | Anna Wilson                   | 43,501 km | Hisense Arena / Melbourne                        |
| 05. November 2000  | Jeannie Longo-Ciprelli        | 44,767 km | Velódromo Olímpico Agustín Melgar / Mexiko-Stadt |
| 07. Dezember 2000  | Jeannie Longo-Ciprelli        | 45,094 km | Velódromo Olímpico Agustín Melgar / Mexiko-Stadt |
| 01. Oktober 2003   | Leontien Zijlaard-van Moorsel | 46,065 km | Velódromo Olímpico Agustín Melgar / Mexiko-Stadt |
| 13. September 2015 | Molly Shaffer Van Houweling   | 46,273 km | Velódromo Bicentenario / Aguascalientes          |
| 22. Januar 2016    | Bridie O’Donnell              | 46,882 km | Adelaide Super-Drome / Adelaide                  |
| 27. Februar 2016   | Evelyn Stevens                | 47,980 km | 7-Eleven Velodrome Track / Colorado Springs      |
| 13. September 2018 | Vittoria Bussi                | 48,007 km | Velódromo Bicentenario / Aguascalientes          |
| 30. September 2021 | Joscelin Lowden               | 48,406 km | Tissot Velodrome / Grenchen                      |
| 23. Mai 2022       | Ellen van Dijk                | 49,254 km | Tissot Velodrome / Grenchen                      |
| 13. Oktober 2023   | Vittoria Bussi                | 50,267 km | Velódromo Bicentenario / Aguascalientes          |
| 11. Mai 2025       | Vittoria Bussi                | 50,455 km | Velódromo Bicentenario / Aguascalientes          |

Beste Stundenleistung
| Datum              | Fahrerin               | Distanz   | Velodrom         |
| ------------------ | ---------------------- | --------- | ---------------- |
| 20. September 1986 | Jeannie Longo          | 44,770 km | Colorado Springs |
| 23. September 1987 | Jeannie Longo          | 44,933 km | Colorado Springs |
| 01. Oktober 1989   | Jeannie Longo          | 46,352 km | Mexiko-Stadt     |
| 29. April 1995     | Catherine Marsal       | 47,112 km | Bordeaux         |
| 17. Juni 1995      | Yvonne McGregor        | 47,411 km | Manchester       |
| 26. Oktober 1996   | Jeannie Longo-Ciprelli | 48,159 km | Mexiko-Stadt     |

### Paracycling
Im Paracycling werden Stundenweltrekorde erst seit einer Regeländerung Anfang 2016 offiziell anerkannt. Einige der unten genannten Rekorde fanden daher erst nachträglich Anerkennung.
Bei den Männern bestehen zurzeit folgende Weltrekorde:
| Klasse | Datum             | Fahrer                          | Distanz   | Velodrom        |
| ------ | ----------------- | ------------------------------- | --------- | --------------- |
| C5     | 14. August 2025   | Will Bjergfelt                  | 51,471 km | Konya Velodromu |
| C5     | 13. Dezember 2014 | Andrea Tarlao                   | 47,569 km | Montichiari     |
| C4     | 12. Oktober 2023  | John Terrell                    | 47,904 km | Aguascalientes  |
| C3     | 8. Januar 2005    | Darren Kenny                    | 41,817 km | Manchester      |
| C2     | 16. Juli 2022     | Ewoud Vromant                   | 46,521 km | Grenchen        |
| C1     | 30. November 2018 | Michael Teuber                  | 42,583 km | Berlin          |
| B      | 29. November 1997 | Hervé Deschamps / Guy Rouchouze | 49,625 km | Bordeaux        |

Bei den Frauen besteht derzeit nur ein Rekord in der Klasse C5:
| Klasse | Datum            | Fahrerin     | Distanz   | Velodrom |
| ------ | ---------------- | ------------ | --------- | -------- |
| C5     | 28. Februar 2015 | Sarah Storey | 45,502 km | London   |

### Weitere Weltbestleistungen
Bei den Masters (Senioren) erkennt die UCI Weltbestleistungen in den Altersklassen 30–34, 35–39, 40–44 usf. an. Eine Weltbestleistung wird auch dann anerkannt, wenn sie in einer höheren Altersklasse überboten wurde. Älteste Rekordinhaber sind Robert Marchand in der Klasse 105+ sowie die Amerikanerin Patricia Baker in der Klasse 80–84.
Im Dernyrennen werden die Weltbestleistungen bei den Männern durch den Niederländer Maas van Beek mit 66,639 km und bei den Frauen durch die Australierin Adelia Neethling mit 52,406 km gehalten.

## Liegeräder
Außerhalb der UCI werden Stundenweltrekorde auch für andere von Muskelkraft betriebene Fahrzeuge gepflegt, deren Rekorde deutlich über dem mit klassischem Rennrad liegen.
Die Französin Barbara Buatois fuhr mit einem vollverkleideten Liegerad am 19. Juli 2009 im US-amerikanischen Romeo eine Strecke von 84,02 km, womit sie als erste Frau eine Strecke von mehr als 80 km in einer Stunde mit einem Liegerad zurücklegte. Den aktuellen Stundenweltrekord der Männer hält der Schweizer Francesco Russo; er fuhr am 26. Juni 2016 im deutschen Klettwitz 92,43 km. Die in Europa gefahrenen Stundenweltrekorde auf vollverkleideten Muskelkraftfahrzeugen werden von der World Human Powered Vehicle Association (WHPVA) anerkannt. Rekorde, die auf dem nordamerikanischen Kontinent gefahren werden, werden von der International Human Powered Vehicle Association (IHPVA) anerkannt.
Folgende Rekorde wurden nach dem IHPVA-Reglement, also mit Liegerädern erbracht:
| Datum              | Fahrer          | Distanz  | Ort                     |
| ------------------ | --------------- | -------- | ----------------------- |
| 5. Mai 1979        | Ron Skarin      | 51,31 km | Ontario, CA             |
| 4. Mai 1980        | Eric Edwards    | 59,45 km | Ontario, CA             |
| 29. September 1984 | Fred Markham    | 60,35 km | Indianapolis, IN        |
| 10. September 1985 | Richard Crane   | 66,30 km | England                 |
| 28. August 1986    | Fred Markham    | 67,01 km | Vancouver, BC           |
| 15. September 1989 | Fred Markham    | 73,00 km | Adrian, MI              |
| 8. September 1990  | Pat Kinch       | 75,57 km | Bedfordshire, England   |
| 27. Juli 1996      | Lars Teutenberg | 78,04 km | München, Deutschland    |
| 29. Juli 1998      | Sam Whittingham | 79,14 km | Blainville, Canada      |
| 7. August 1999     | Lars Teutenberg | 81,16 km | Dudenhofen, Deutschland |
| 27. Juli 2002      | Lars Teutenberg | 82,60 km | Dudenhofen, Deutschland |
| 19. November 2003  | Sam Whittingham | 83,72 km | Uvalde, TX              |
| 31. Juli 2004      | Sam Whittingham | 84,22 km | Dudenhofen, Deutschland |
| 2. Juli 2006       | Fred Markham    | 85,99 km | Casa Grande, AZ         |
| 10. April 2007     | Sam Whittingham | 86,77 km | Casa Grande, AZ         |
| 12. Juli 2008      | Damjan Zabovnik | 87,12 km | Schipkau, Deutschland   |
| 19. Juli 2009      | Sam Whittingham | 90,60 km | Romeo, MI               |